# Olof Olsson i Olebyn
Olof Olsson (i riksdagen kallad Olsson i Olebyn), född 3 oktober 1813 i Ny församling, Värmlands län, död där 3 november 1892, var en svensk hemmansägare och riksdagsman.
Olsson tillhörde den så kallade Riksdagsmannasläkten från Ny. Han var son till hemmansägaren och riksdagsmannen Olof Olsson (1778–1865) och Anna Maria Jonsdotter (1780–1855), han var det yngsta barnet i en syskonskara om fyra. Han gifte sig 1844 med Stina Olsdotter (1824–1894) och fick med henne barnen Anna Maria 1845, Olof Emil 1847, Kristina Matilda 1849, Nils 1851, Anders 1854, Axel 1859, Britta Sophia 1862, Josef Oscar 1864 och Johan August 1867.
Han valdes till nämndeman och kommunordförande i Ny samt att han hade landstingsuppdrag för Värmlands län 1866–1869. Han företrädde bondeståndet i Jösse härad vid ståndsriksdagarna 1856/58, 1859/60, 1862/63 och 1865/66. I det första Andrakammarvalet 1866 valdes han som representant för Lantmannapartiet till riksdagsman för Jösse domsagas valkrets. Han höll mandatet i valen 1869, 1872 samt 1875 men föll i valet 1878 mot Anders Bengtsson. I riksdagen skrev han tre egna motioner om ändring i tryckfrihetsförordningen, anslag till nordvästra stambanan "för att skaffa arbetsförtjänst till de missväxten lidande" och om större likstämmighet mellan norska och svenska prästerskapets attester.
Olof Olsson avled den 3 november 1892 i sitt hem i Olebyn, Ny socken, 79 år gammal. Han begravdes på Ny kyrkogård nära sitt hem nordväst om Arvika.